# جولیا استولیارنکو
جولیا استولیارنکو (انگلیسی: Julija Stoliarenko؛ زادهٔ ۸ آوریل ۱۹۹۳) ورزشکار هنرهای رزمی ترکیبی اهل لیتوانی است. وی از سال ۲۰۱۲ میلادی تاکنون مشغول فعالیت بوده‌است.